# Taramundi (kommunhuvudort)
Taramundi är en kommunhuvudort i Spanien.   Den ligger i provinsen Province of Asturias och regionen Asturien, i den nordvästra delen av landet, 400 km nordväst om huvudstaden Madrid. Taramundi ligger 251 meter över havet och antalet invånare är 828.
Terrängen runt Taramundi är kuperad. Runt Taramundi är det glesbefolkat, med 10 invånare per kvadratkilometer. Närmaste större samhälle är Vegadeo, 12,8 km norr om Taramundi. I omgivningarna runt Taramundi växer i huvudsak blandskog.